# Деемульсація
Деемульсація, Демульгація (рос.деэмульсация, деэмульгация; англ. demulsification, нім. Demulgieren n, Entemulsionieren n, Emulsionsspaltung f, Dismulgieren n) — руйнування емульсії.

## Способи деемульсації
- обробка реагентами-деемульгаторами,
- нагрівання,
- відстоювання,
- вплив електрич. або електростатич. поля,
- імпульсні впливи,
- центрифугування,
- фільтрація,
- турбулентне перемішування.

Найбільший ефект Д. досягається поєднанням декількох методів впливу на емульсії.

## Різновиди
ДЕЕМУЛЬСАЦІЯ ТЕРМОХІМІЧНА, (рос.деэмульсация термохимическая; англ. thermal-chemical demulsification (treating); нім. thermochemisches Demulgieren n) — процес руйнування нафтової емульсії з використанням тепла і поверхнево-активних речовин — деемульгаторів, який здійснюється в термохімічних установках, що складаються з сепараторів — деемульсаторів, відстійників — електродегідраторів.
ДЕЕМУЛЬСАЦІЯ ВНУТРІШНЬОТРУБНА, (рос.деэмульсация внутритрубная; англ. pipeline demufsification; нім. Emulsionsspaltung f innerhalb des Rohrres) — процес руйнування нафтової емульсії в трубах на шляху руху по стовбуру свердловини, викидній лінії і збірному колектору аж до установок підготовки нафти внаслідок подавання деемульгатора в потік емульсії.

## Руйнування нафтових емульсій
При первинній переробці, зокрема зневоднення видобутої нафти важливим процесом є руйнування нафтових емульсій.
Існують три методи руйнування нафтових емульсій:
- 1. Механічний:
  - а) відстоювання — застосовується до свіжих, легко руйнованих емульсій. Розшаровування води й нафти відбувається внаслідок різниці в густині компонентів емульсії. Процес прискорюється нагріванням до 120—160°С під тиском 8—15 атмосфер протягом 2—3 год., не допускаючи випарювання води.
  - б) центрифугування — відділення механічних домішок з нафти під впливом відцентрових сил. У промисловості застосовується рідко, звичайно серіями центрифуг із числом обертів від 350 до 5 000 об/хв., при продуктивності 15—45 м3/год. кожна.
- 2. Хімічний: руйнування емульсій досягається шляхом застосування поверхнево-активних речовин — деемульгаторів:
  - а) адсорбційним витісненням діючого емульгатора речовиною з більшою поверхневою активністю:
  - б) утворенням емульсій протилежного типу (інверсія фаз);
  - в) розчиненням (руйнуванням) адсорбційної плівки в результаті її хімічної реакції із введеним у систему деемульгатором.

Хімічний метод застосовується частіше, ніж механічний, звичайно — в поєднанні з електричним.
- 3. Електричний: при поміщенні нафтової емульсії в змінне електричне поле частинки води, що сильніше реагують на поле ніж нафта, починають коливатися, зіштовхуючись одна з одною, що приводить до їхнього об'єднання, укрупнення й більш швидкого розшарування з нафтою. Установки, що називаються електродегідраторами (ЕЛОУ — електричні установки), з робочою напругою до 33 000 V при тиску 8—10 атмосфер, застосовуються групами по 6—8 шт. із продуктивністю 250—500 т нафти на добу кожна. У поєднанні з хімічним методом цей метод має найбільше поширення в промисловій нафтопереробці.

Іноді вдається звільнитися від води невеликим підігрівом і відстоюванням нафти в резервуарах, але в більшості випадків бурові води із солями й іншими забрудненнями утворюють з нафтою стійкі емульсії, зруйнувати і розділити які важко. Для руйнування стійких емульсій застосовують центрифугування, добавки електролітів, колоїдних деемульгаторів та ін.